# أونوريه بلان
أونوريه بلان (بالفرنسية: Honoré Blanc)‏ هو عسكري ومهندس فرنسي وألماني، ولد في 1736 في أفينيون في فرنسا، وتوفي في 1801.